# 裏漉し
裏漉し（うらごし、仏: purée ピュレ）とは、枠に目の細かい網を張ったもので食材を細かくする作業、または、そのための専用の調理器具。器具は裏漉し器ともいう。網は本馬毛、絹、ステンレス（金網）などがある。また、目の細かさは荒目から細目まであり、笊（ざる）や篩（ふるい）を裏返す（これが「裏漉し」の由来）ことで兼用できるものもある。裏漉し器は単にこし器と呼ばれることも多々ある。

## 使用例
- 餡
- 栗きんとん
- 芋類の裏漉し
- 豆類の裏漉し
- 豆腐の裏漉し
- 卵黄の裏漉し
- 梅肉の裏漉し
- カボチャの裏漉し
- トマトの裏漉し（トマトピューレ、トマトソース等）
- 果物の裏漉し（果物のピュレ、ジャム等）
- 離乳食（ニンジン等の裏漉し）
- パン粉（荒目）